# Odin (panserskib)
 For alternative betydninger, se Odin (flertydig). (Se også artikler, som begynder med Odin)
Odin var et dansk panserskib, og var lige som forgængerne Rolf Krake, Lindormen og Gorm klassificeret som panserbatteri. I 1885 ændrede man betegnelserne, så skibe på over 2.400 tons, herunder Odin, blev betegnet som "panserskibe". De tre nævnte forudgående skibe fortsatte som "panserbatterier". Marinen stavede det i øvrigt som "pandser" frem til 1895. Marinen ønskede et skib med fire kraftige kanoner – i stedet for to i de foregående skibe – men i stedet for et skib med tårn for og agter, endte man, blandt andet af økonomiske grunde med et skib, hvor kanonerne var samlet i en central kasemat. Navnet Odin henviser til den nordiske gud.

## Tjeneste
Odin var jævnligt udrustet i de årlige eskadrer. I løbet af 1890'erne stod det imidlertid klart, at skibet var ved at være forældet. På den tid var det svært at få midler til nye panserskibe, mens det gik lettere med at få bevilget penge til ombygninger/reparationer. Marinen valgte derfor at få ombygget Odin. Kanonerne blev ændret fra forladere til bagladere med højere skudhastighed, og hjørnerne på kasematten blev ændret, så der blev et større skudfelt. De nye kanoner betød, at besætningen kunne reduceres, men det ændrede ikke på, at maskineri og panser var forældet. I 1909 blev Odin omklassificeret til "defensionsskib", beregnet til forsvaret af København, og i 1912 blev skibet solgt.